# (599) Луиза
(599) Луиза (лат. Luisa) — крупный астероид главного пояса, который принадлежит к редкому спектральному классу K. Он был открыт 25 апреля 1906 года американским астрономом Джоэлом Меткалфом в обсерватории города Тонтон.

Орбита астероида Луиза и его положение в Солнечной системе
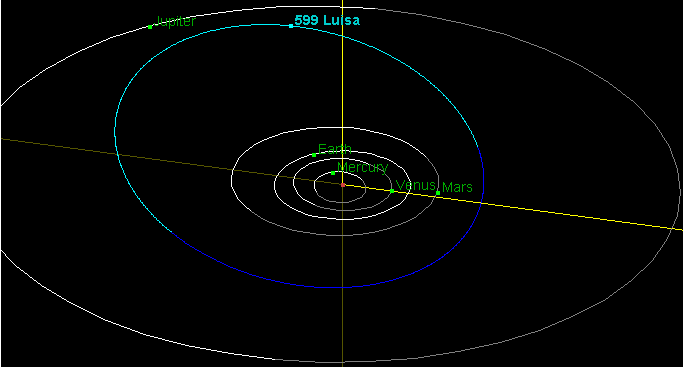
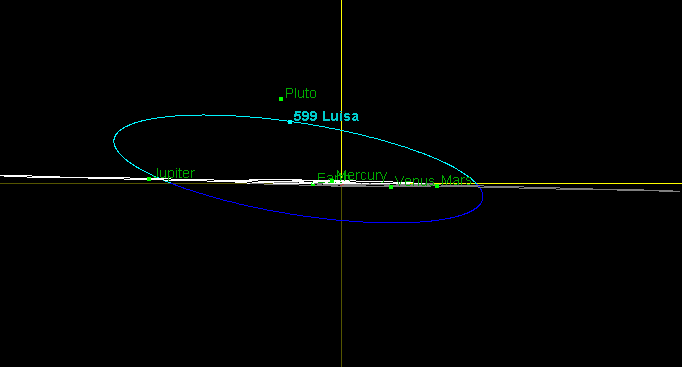